# グラディ・テイト
グラディ・テイト（Grady Tate、1932年1月14日 - 2017年10月8日）は、アメリカ合衆国のジャズ、ソウル・ジャズのドラマー、バリトン・ボーカリスト。サイドマンとしての活動に加え、リーダーとして多くのアルバムをリリースし、アニメ・シリーズ『スクールハウス・ロック!』の楽曲にも参加した。グラミー賞には、2度ノミネートされている。

## 略歴
テイトはアメリカ合衆国ノースカロライナ州ダーラムのヘイティに生まれた。1963年、ニューヨークに移り、クインシー・ジョーンズのバンドでドラマーを務めた。
グラディ・テイトのドラミングは、1960年代半ば以降、ハード・バップ、ソウル・ジャズ、そしてオルガン・トリオの独特のサウンドを定義するのに貢献した。彼の滑らかで重層的、そして力強いサウンドは、トレードマークである繊細なニュアンスと、鋭く歯切れの良い「ビートの上」（ビートの少し前、または少し後から演奏するのではなく）のタイミングを融合させた控えめなスタイルで、すぐに認識できるものだった。グラディ・テイトのサウンドは、1960年代にヴァーヴ・レーベルで録音されたジミー・スミスやウェス・モンゴメリーによる名盤の多くで顕著に聴くことができる。
1970年代には、テイトはニューヨーク・ジャズ・カルテットのメンバーを務めた。1981年、彼はサイモン&ガーファンクルのセントラル・パーク・コンサートでドラムとパーカッションを担当した。
サイドマンとして、テイトはジミー・スミス、アストラッド・ジルベルト、エラ・フィッツジェラルド、デューク・エリントン、カウント・ベイシー、ラサーン・ローランド・カーク、クインシー・ジョーンズ、スタン・ゲッツ、カル・ジェイダー、ウェス・モンゴメリー、エディ・ハリス、J・J・ジョンソン、カイ・ウィンディング、ミシェル・ルグランといったミュージシャンたちと共演した。
彼の最も広く聴かれているボーカル・パフォーマンスには、『スクールハウス・ロック!』シリーズの『Multiplication Rock』と『America Rock』に収録されている「I Got Six」、「Naughty Number Nine」、「Fireworks」がある。1973年の映画『警官ギャング（Cops And Robbers）』では、ミシェル・ルグランとジャック・ウィルソンが作詞した主題歌を歌った。マーク・マーフィーのアルバム『Living Room』では、「ミスティ」と「Midnight Sun」のメドレーでテイトがボーカルを担当している。アルバム『Threesome』では、モンティ・アレキサンダーとニールス＝ヘニング・エルステッド・ペデルセンと共に、マイルス・デイヴィス作曲の「オール・ブルース」（ブルースの定番曲を多数収録）や、ジャズのスタンダード曲「Weaver of Dreams」（ヴィクター・ヤング作曲）を歌っている。
1989年、ハワード大学の教授に就任した。
グラディ・テイトは、2017年10月8日、アルツハイマー病の合併症により85歳で亡くなった。遺族として妻ヴィヴィアンと息子グラディ・ジュニアが残された。

## ディスコグラフィ

### リーダー・アルバム
- 『風のささやき』 - Windmills of My Mind (1968年、Skye)
- Slaves (1969年、Skye) ※オリジナル・サウンドトラック
- Feeling Life (1969年、Skye)
- 『アフター・ザ・ロング・ドライヴ・ホーム』 - After the Long Drive Home (1970年、Skye)
- She Is My Lady (1972年、Janus)
- Movin' Day (1974年、Janus)
- By Special Request (1974年、Buddah) ※コンピレーション
- Master Grady Tate (1977年、ABC Impulse)
- Sings TNT (1991年、Milestone)
- Body & Soul (1993年、Milestone)
- Feeling Free (1999年、Pow Wow)
- 『オール・ラヴ～グラディ・テイト・シングス～』 - All Love (2002年、Eighty-Eight's)
- From the Heart: Songs Sung Live at the Blue Note (2006年、Half Note)

### 参加アルバム
ベニー・ベイリー
- 『ザ・サッチモ・レガシー』 - The Satchmo Legacy (2000年、Enja)

レイ・ブライアント
- 『アップ・アバヴ・ザ・ロック』 - Up Above the Rock (1968年、Cadet)
- 『ヒアズ・レイ・ブライアント』 - Here's Ray Bryant (1976年、Pablo)
- 『オール・ブルース』 - All Blues (1978年、Pablo)

ケニー・バレル
- 『ケニー・バレルの全貌』 - Guitar Forms (1965年、Verve)
- 『ア・ジェネレーション・アゴー・トゥデイ』 - A Generation Ago Today (1967年、Verve)
- 『ブルース：ザ・コモン・グラウンド』 - Blues – The Common Ground (1968年、Verve)

ジョニー・ホッジス
- 『ジョーズ・ブルース』 - Joe's Blues (1965年、Verve) ※with ワイルド・ビル・デイヴィス
- Blue Notes (1966年、Verve)
- Don't Sleep in the Subway (1967年、Verve)
- 『スリー・シェイズ・オブ・ブルー』 - 3 Shades of Blue (1970年、Flying Dutchman) ※with レオン・トーマス、オリヴァー・ネルソン

J・J・ジョンソン
- 『J.J.!』 - J.J.! (1964年、RCA Victor)
- 『ブロードウェイ特急』 - Broadway Express (1965年、RCA Victor)
- 『ザ・トータル』 - The Total J.J. Johnson (1966年、RCA Victor)
- 『イスラエル』 - Israel (1968年、A&M/CTI) ※with カイ・ウィンディング
- 『ストーンボーン』 - Stonebone (1969年、A&M/CTI [Japan]) ※with カイ・ウィンディング

クインシー・ジョーンズ
- 『ゴールデン・ボーイ』 - Golden Boy (1964年、Mercury)
- 『ウォーキング・イン・スペース』 - Walking in Space (1969年、A&M/CTI)
- 『グラ・マタリ』 - Gula Matari (1970年、A&M/CTI)
- 『スマックウォーター・ジャック』 - Smackwater Jack (1971年、A&M/CTI)
- 『ホット・ロック』 - The Hot Rock OST (1972年、Prophesy) ※映画『ホット・ロック』サウンドトラック
- 『バッド・ガール』 - You've Got It Bad Girl (1973年、A&M)

オリヴァー・ネルソン
- 『続ブルースの真実』 - More Blues and the Abstract Truth (1964年、Impulse!)
- Leonard Feather Presents The Sound Of Feeling And The Sound Of Oliver Nelson (1966年、Verve)
- 『プレイズ・ミッシェル』 - Oliver Nelson Plays Michelle (1966年、Impulse!)
- 『サウンド・ピーシズ』 - Sound Pieces (1966年、Impulse!)
- The Kennedy Dream (1967年、Impulse!)
- 『ザ・スピリット・オブ'67』 - The Spirit of '67 (1967年、Impulse!) ※with ピー・ウィー・ラッセル

ヒューストン・パーソン
- Broken Windows, Empty Hallways (1972年、Prestige)
- Sweet Buns & Barbeque (1972年、Prestige)
- The Big Horn (1976年、Muse)
- The Nearness of You (1977年、Muse)
- The Talk of the Town (1987年、Muse)
- Just Friends (1992年、Muse) ※with バディ・テイト、ナット・シンプキンズ
- Christmas with Houston Person and Friends (1994年、Muse)
- Soft Lights (1999年、HighNote)
- Blue Velvet (2001年、HighNote)
- Sentimental Journey (2002年、HighNote)

ジミー・ラッシング
- Every Day I Have the Blues (1967年、BluesWay)

ラロ・シフリン
- 『ニュー・ファンタジー』 - New Fantasy (1964年、Verve)
- Once a Thief and Other Themes (1965年、Verve)
- Jazz Meets the Symphony (1992年、Atlantic)
- More Jazz Meets the Symphony (1993年、Atlantic)
- Firebird: Jazz Meets the Symphony No. 3 (1995年、Four Winds)

ズート・シムズ
- 『ズート・シムズ・アンド・ザ・ガーシュイン・ブラザーズ』 - Zoot Sims and the Gershwin Brothers (1975年、Pablo)
- 『ソプラノ・サックス』 - Soprano Sax (1976年、Pablo)

ジミー・スミス
- 『ザ・キャット』 - The Cat (1964年、Verve)
- 『モンスター』 - Monster (1965年、Verve)
- 『オルガン・グラインダー・スウィング』 - Organ Grinder Swing (1965年、Verve)
- 『ガット・マイ・モジョ・ワーキン』 - Got My Mojo Workin' (1966年、Verve)
- Hoochie Coochie Man (1966年、Verve)
- Go for Whatcha Know (1986年、Blue Note)
- Fourmost (Recorded Live at Fat Tuesday's NYC) (1990年、Milestone)
- Fourmost Return (2001年、Milestone)

ビリー・テイラー
- 『アイ・ウィッシュ・アイ・ニュー』 - I Wish I Knew How It Would Feel to Be Free (1968年、Tower)
- 『スリーピング・ビー』 - Sleeping Bee (1969年、MPS)
- 『ミスティ/ビリー・テイラー・アット・ストーリーヴィル』 - Live at Storyville (1977年、West 54)

カル・ジェイダー
- 『ソウル・ソース』 - Soul Sauce (1964年、Verve)
- Soul Bird: Whiffenpoof (1965年、Verve)
- 『ソウル・バースト』 - Soul Burst (1966年、Verve)
- Along Comes Cal (1967年、Verve)
- 『ソーラー・ヒート』 - Solar Heat (1968年、Skye)

その他
- チャールズ・ミンガス : 『タウン・ホール・コンサート』 - The Complete Town Hall Concert (1962年、Blue Note)
- ゲイリー・マクファーランド : 『ジ・イン・サウンド』 - The In Sound (1963年、Verve)
- ベン・ウェブスター : 『シー・ユー・アット・ザ・フェアー』 - See You at the Fair (1964年、Impulse!)
- バド・ジョンソン : 『オフ・ザ・ウォール』 - Off the Wall (1964年、Argo)
- ルー・ドナルドソン : 『ラフ・ハウス・ブルース』 - Rough House Blues (1964年、Argo)
- ナット・アダレイ : 『オートバイオグラフィー』 - Autobiography (1964年、Atlantic)
- デイヴ・パイク : 『ジャズ・フォー・ザ・ジェット・セット』 - Jazz for the Jet Set (1965年、Atlantic)
- ドロシー・アシュビー : 『ジャズ・ハープの女神 - ドロシー・アシュビー登場』 - The Fantastic Jazz Harp of Dorothy Ashby (1965年、Atlantic)
- ゲイリー・マクファーランド & クラーク・テリー : Tijuana Jazz (1965年、Impulse!)
- イリノイ・ジャケー : Spectrum (1965年、Argo)
- カイ・ウィンディング : 『レイニー・デイ』 - Rainy Day (1965年、Verve)
- ミルト・ジャクソン : 『モンタレー・ミスト』 - Ray Brown / Milt Jackson (1965年、Verve)
- ローランド・カーク & アル・ヒブラー : 『ア・ミーティング・オブ・ザ・タイムス』 - A Meeting of the Times (1965年、Atlantic)
- スタンリー・タレンタイン : 『ジョイライド』 - Joyride (1965年、Blue Note)
- ビル・エヴァンス : 『ビル・エヴァンス・トリオ・ウィズ・シンフォニー・オーケストラ』 - Bill Evans Trio with Symphony Orchestra (1966年、Verve)
- クラーク・テリー : 『マンブルス』 - Mumbles (1966年、Mainstream)
- エリック・クロス : Love and All That Jazz (1966年、Prestige)
- ガボール・ザボ : 『ジプシー'66』 - Gypsy '66 (1966年、Impulse!)
- ジミー・マクグリフ : The Big Band (1966年、Solid State)
- カイ・ウィンディング : More Brass (1966年、Verve)
- カイ・ウィンディング : Dirty Dog (1966年、Verve)
- シャーリー・スコット : 『ビッグ・バンズ・コレクション』 - Roll 'Em: Shirley Scott Plays the Big Bands (1966年、Impulse!)
- ハンク・ジョーンズ : 『ハプニングス』 - Happenings (1966年、Impulse!)
- ハービー・マン : 『グローリー・オブ・ラヴ』 - Glory of Love (1967年、A&M/CTI)
- カイ・ウィンディング : Penny Lane & Time (1967年、Verve)
- スタン・ゲッツ : 『スウィート・レイン』 - Sweet Rain (1967年、Verve)
- ジェローム・リチャードソン : 『グルーヴ・マーチャント』 - Groove Merchant (1967年、Verve)
- ペギー・リー : 『ペギー・リー・オン・ステージ』 - 2 Shows Nightly (1968年、Capitol)
- エディ・ロックジョウ・デイヴィス : 『ラヴ・コールズ』 - Love Calls (1968年、RCA Victor)
- エディ・ハリス : 『プラグ・ミー・イン』 - Plug Me In (1968年、Atlantic)
- ヒューバート・ロウズ : 『ロウズ・コウズ』 - Laws' Cause (1968年、Atlantic)
- ジミー・マクグリフ : 『ザ・ワーム』 - The Worm (1968年、Solid State)
- ジョニー・ハモンド・スミス : Nasty! (1968年、Prestige)
- ミルト・ジャクソン : 『モーニング・アフター』 - Milt Jackson and the Hip String Quartet (1968年、Verve)
- ナット・アダレイ : 『ユー・ベイビー』 - You, Baby (1968年、A&M/CTI)
- ロイ・エアーズ : 『ストーンド・ソウル・ピクニック』 - Stoned Soul Picnic (1968年、Atlantic)
- スタン・ゲッツ : 『プレイズ・バート・バカラック』 - What the World Needs Now: Stan Getz Plays Burt Bacharach and Hal David (1968年、Verve)
- フレディ・ハバード : 『ア・ソウル・エクスペリメント』 - A Soul Experiment (1969年、Atlantic)
- ヒューバート・ロウズ : 『クライング・ソング』 - Crying Song (1969年、CTI)
- レナ・ホーン & ガボール・ザボ : 『リナ&ガボール』 - Lena & Gabor (1969年、Skye)
- アレサ・フランクリン : 『ソウル'69』 - Soul '69 (1969年、Atlantic)
- パールズ・ビフォア・スワイン : These Things Too (1969年、Reprise)
- フィル・ウッズ : 『ラウンド・トリップ』 - Round Trip (1969年、Verve)
- ロン・カーター : 『アップタウン・カンヴァセイション』 - Uptown Conversation (1969年、Embryo)
- ペギー・リー : A Natural Woman (1969年、Capitol)
- ディジー・ガレスピー、ボビー・ハケット & メアリー・ルー・ウィリアムス : 『ジャイアンツ』 - Giants (1971年、Perception),
- パールズ・ビフォア・スワイン : Beautiful Lies You Could Live In (1971年、Reprise)
- ロバータ・フラック : 『クヮイエット・ファイア』 - Quiet Fire (1971年、Atlantic)
- エリック・カズ : 『イフ・ユアー・ロンリー』 - If You're Lonely (1972年、Atlantic)
- グラント・グリーン : 『ザ・ファイナル・カムダウン』 - The Final Comedown (1972年、Blue Note)
- ブーガルー・ジョー・ジョーンズ : Snake Rhythm Rock (1972年、Prestige)
- ベット・ミドラー : 『II』 - Bette Midler (1973年、Atlantic)
- レオン・スペンサー : Where I'm Coming From (1973年、Prestige)
- ダニー・ハサウェイ : 『愛と自由を求めて』 - Extension of a Man (1973年、Atco)
- ルー・ドナルドソン : 『ソフィスティケイテッド・ルー』 - Sophisticated Lou (1973年、Blue Note)
- マリーナ・ショウ : 『フロム・ザ・デプス・オブ・マイ・ソウル』 - From the Depths of My Soul (1973年、Blue Note)
- ポール・サイモン : 『ひとりごと』 - There Goes Rhymin' Simon (1973年、Columbia)
- ロバータ・フラック : 『やさしく歌って』 - Killing Me Softly (1973年、Atlantic)
- シャーリー・スコット : Superstition (1973年、Cadet)
- アリフ・マーディン : 『ジャーニー』 - Journey (1974年、Atlantic)
- アレサ・フランクリン : 『燃える愛の炎』 - With Everything I Feel in Me (1974年、Atlantic)
- ガトー・バルビエリ : 『チャプター・スリー』 - Chapter Three: Viva Emiliano Zapata (1974年、Impulse!)
- ジャック・マクダフ : The Fourth Dimension (1974年、Cadet)
- ジャック・マクダフ : Magnetic Feel (1975年、Cadet)
- ハンク・ジョーンズ : 『ハンキー・パンキー』 - Hanky Panky (1975年、East Wind)
- ポール・サイモン : 『時の流れに』 - Still Crazy After All These Years (1975年、Columbia)
- エタ・ジョーンズ : Ms. Jones to You (1976年、Muse)
- フィービ・スノウ : 『夜の調べ』 - Second Childhood (1976年、Columbia)
- ベニー・カーター : Wonderland (1976年、Pablo)
- ケイト&アンナ・マクギャリグル : 『ダンサー・ウィズ・ブルーズド・ニーズ』 - Dancer with Bruised Knees (1977年、Warner Bros.)
- フィービ・スノウ : 『薔薇の香り』 - Never Letting Go (1977年、Columbia)
- クリフォード・ジョーダン : The Adventurer (1978年、Muse)
- ニューヨーク・ジャズ・カルテット : 『ブルース・フォー・サーカ』 - Blues for Sarka (1978年、Enja)
- チャールズ・アーランド : Infant Eyes (1979年、Muse)
- サラ・ヴォーン : The Duke Ellington Songbook, Vol. 1 (1980年、Pablo Today)
- サラ・ヴォーン : The Duke Ellington Songbook, Vol. 2 (1980年、Pablo Today)
- チャールズ・アーランド : Pleasant Afternoon (1981年、Muse)
- カーリー・サイモン : 『トーチ』 - Torch (1981年、Warner Bros.)
- グローヴァー・ワシントン・ジュニア : 『カム・モーニング』 - Come Morning (1981年、Elektra)
- レッド・ロドニー : 『ザ・スリーR』 - The 3R's (1982年、Muse)
- サイモン&ガーファンクル : 『セントラル・パーク・コンサート』 - The Concert in Central Park (1982年、Warner Bros.)
- ミシェル・ルグラン : 『アフター・ザ・レイン』 - After the Rain (1983年)
- 渡辺貞夫 : 『フィル・アップ・ザ・ナイト』 - Fill Up the Night (1983年)
- ウィリス・ジャクソン : Nothing Butt... (1983年、Muse)
- マーク・マーフィー : Living Room (1986年)
- ペギー・リー : Miss Peggy Lee Sings the Blues (1988年、Capitol)
- モーリン・マクガヴァン : Naughty Baby (1989年)
- ベット・ミドラー : 『サム・ピープルズ・ライヴズ』 - Some People's Lives (1990年、Atlantic)
- ディジー・ガレスピー : The Winter in Lisbon (1990年、Milan)
- ピーター・アレン : 『メイキング・エヴリ・モーメント・カウント』 - Making Every Moment Count (1990年、RCA)
- ボブ・シール・コレクティヴ : Louis Satchmo (1991年)
- ジョン・ヒックス : 『フレンズ・オールド・アンド・ニュー』 - Friends Old and New (1992年、Novus/RCA/BMG)
- ステファン・グラッペリ : 『ジャズ・グラッペリ〜ボストン・スウィング』 - So Easy To Remember (1993年、Omega)
- アンドレ・プレヴィン : What Headphones? (1993年、Angel)
- スタンリー・タレンタイン : If I Could (1993年、MusicMasters Jazz)
- ペギー・リー : Love Held Lightly: Rare Songs by Harold Arlen (1993年)
- フランク・モーガン : Listen to the Dawn (1994年、Antilles)
- オスカー・ピーターソン & イツァーク・パールマン : Side by Side (1994年、Telarc)
- アンドレ・プレヴィン : Andre Previn and Friends Play "Show Boat" (1995年、Deutsche Grammophon)
- アーロン・ネヴィル : 『ネイチャー・ボーイ～ザ・スタンダード・アルバム』 - Nature Boy (The Standards Album) (2003年、Verve Records)
- マーク・マーフィー : Memories of You: Remembering Joe Williams (2003年、HighNote)
- ケニー・バロン : The Traveler (2007年、Sunnyside)